# Rawicz
Rawicz (niem. Rawitsch) – miasto w Polsce w województwie wielkopolskim, w powiecie rawickim (siedziba władz powiatu), siedziba gminy miejsko-wiejskiej Rawicz.
W okresie II Rzeczypospolitej oraz w latach 1945–1975 miejscowość administracyjnie należała do województwa poznańskiego, a od 1975 do 1998 do województwa leszczyńskiego.
Według danych z 31 marca 2019 roku miasto liczyło 19 624 mieszkańców.
Z dniem 1 stycznia 2021 na mocy Rozporządzenia Rady Ministrów Rawicz powiększył się o działki należące dotąd do wsi Szymanowo i Dębno Polskie. Powierzchnia miasta zwiększyła się o 113 hektarów.

## Historia
Miasto założone w 1638 r. przez Adama Olbrachta Przyjemskiego na terenie jego wsi Sierakowo na tzw. surowym korzeniu.
Początek XVIII w. to „czarny” okres w dziejach Rawicza. Najpierw pożar, który wybuchł w 1701 r., później wielka wojna północna, która przyniosła okupację szwedzką w latach 1704–1705 (przebywał wówczas tutaj przez kilka miesięcy król Karol XII) i przemarsze wojsk rosyjskich (1707). Kolejne straty przyniósł pobyt wojsk saskich w 1733. Ludność miasta zdziesiątkowała dodatkowo zaraza w latach 1710–1711.
Około połowy XVIII w. miasto zaczęło odradzać się. Ukończona została budowa pałacu (dziś nieistniejącego), a w latach 1753–1756 powstał okazały ratusz, na którym 1783 założono jeden z pierwszych piorunochronów na ziemiach polskich. Rozwój miasta w dużej mierze wiązał się z rozkwitem rzemiosła. Działało wówczas w mieście 1107 mistrzów w 83 zawodach. Skupiali się oni w cechach. Najważniejszym z nich był cech sukienniczy, założony w 1640 r. W ostatnich latach XVIII w. Rawicz zajmował pierwsze miejsce wśród wielkopolskich ośrodków tkactwa sukiennego. Rozwój rzemiosła oraz handlu przyczyniał się do bogacenia miasta i jego mieszkańców. Powstało wtedy wiele budynków mieszkalnych i zabudowań o charakterze przemysłowo-handlowym. Rawicz miał wówczas między innymi 74 wiatraki, 2 browary, gorzelnię, 3 farbiarnie, rzeźnię, cegielnię.

### Okres zaborów
W wyniku II rozbioru Polski w 1793 ziemia rawicka stała się częścią Prus. Wojska pruskie wkroczyły do miasta na początku 1793, zaś 17 października zatrzymał się tu król Fryderyk Wilhelm II. Władze pruskie przystąpiły do organizacji zajętych ziem. Mimo kolejnych kataklizmów – pożarów w 1794 i w 1801 r., kiedy to spłonęła trzecia część miasta – Rawicz pozostawał drugim po Poznaniu ośrodkiem w Wielkopolsce pod względem liczby mieszkańców. Sytuacja gospodarcza jednak pogarszała się i w 1805 r. Rawicz na skutek zadłużenia przeszedł z rąk prywatnych w ręce państwa pruskiego.
W wyniku zainicjowanego przez gen. Jana Henryka Dąbrowskiego zwycięskiego dla Polaków powstania wielkopolskiego 1806 roku oraz traktatu pokojowego w Tylży Rawicz włączony został w 1807 r. do Księstwa Warszawskiego. Nowe władze miasta skupiły się na przywróceniu jego dawnej świetności gospodarczej. W krótkim czasie wzrosła produkcja sukna. Miasto zaczęło odbudowywać się po pożarach. Rozwój Rawicza przerwała jednak wojna Napoleona z Rosją. W 1812 r. do miasta wkroczył ze swym wojskiem brat Napoleona, król Westfalii Hieronim.
Kongres wiedeński w 1815 r. włączył miasto do Wielkiego Księstwa Poznańskiego, które stanowić miało część Prus o ograniczonej autonomii. W następnych latach zaznaczył się napływ ludności niemieckiej (głównie ze Śląska), która począwszy od lat trzydziestych XIX wieku zaczęła w Rawiczu stanowić większość, aż do momentu odzyskania przez Polskę niepodległości w 1918 roku. Nowa sytuacja polityczna poważnie zmieniła także strukturę gospodarczą Rawicza. Odcięcie od rynków zbytu sukna na Wschodzie doprowadziło do stopniowego upadku najważniejszego rzemiosła – sukiennictwa. Wprawdzie w latach 1843–1845, dzięki dostawom dla garnizonów pruskich, Rawicz ponownie stał się największym ośrodkiem w Wielkopolsce, ale okres rozkwitu trwał krótko. Rawiccy sukiennicy zaczęli emigrować do powstających ośrodków włókienniczych w Królestwie Polskim – m.in. do Zgierza i Łodzi. Upadkowi rzemiosła towarzyszył natomiast szybki rozwój rolnictwa i hodowli. Wprowadzanie nowych maszyn i metod uprawy oraz uwłaszczenie chłopów to czynniki, które spowodowały, że na ziemi rawickiej zaczyna szybko rozwijać się rolnictwo. W pierwszej połowie XIX w. zauważyć można także początki kształtowania się w Rawiczu przemysłu. Najważniejszym zakładem była fabryka cygar i tytoniu, słynąca w całym Księstwie Poznańskim ze swoich wyrobów. W 1857 r. założono w Rawiczu drugą w Wielkopolsce gazownię miejską. Od lat 30. XIX w. w budynkach skasowanego klasztoru franciszkanów utworzone zostało więzienie. Od lat 40. XIX w. na miejscu zlikwidowanych wałów miejskich stworzono planty.
Okres romantyzmu to lata walki ludności polskiej o niepodległość. Wprawdzie powstanie listopadowe, Wiosna Ludów i powstanie styczniowe nie objęły swoim zasięgiem Rawicza, to jednak napływali tu z Królestwa Polacy zaangażowani w walkę narodowowyzwoleńczą. W 1831 i 1832 r. przebywał kilkakrotnie na ziemi rawickiej, goszcząc w Konarzewie, Adam Mickiewicz. W 1863 przybył tu przywódca powstania styczniowego, Stefan Bobrowski. Zginął on 12 kwietnia w lesie łaszczyńskim, w sprowokowanym przez przeciwników politycznych pojedynku. Grób Bobrowskiego znajduje się na cmentarzu w Łaszczynie.
W 1886 władze pruskie dokonały nowego podziału administracyjnego Wielkiego Księstwa Poznańskiego. Utworzono powiat rawicki, co miało duże znaczenie dla jego dalszego rozwoju społeczno-gospodarczego. Liczył on około 48 tysięcy mieszkańców i pod względem gęstości zaludnienia zajmował pierwsze miejsce w Wielkopolsce. Ziemia rawicka nadal miała głównie charakter rolniczy, przy czym przełom XIX i XX w. był szczytowym okresem rozwoju w gospodarce hodowlanej. Wzrastała hodowla bydła, trzody chlewnej, koni, powstały stowarzyszenia hodowców pszczół, gołębi pocztowych. Zmieniło się też oblicze wiejskiego przemysłu. Zniknęły zakłady związane z sukiennictwem, powstały natomiast mleczarnie, mączkarnie, torfiarnie. Pod koniec XIX w. Rawicz stał się ważnym ośrodkiem przemysłowym. Wybudowano nowe, wielkie zakłady przemysłowe. W mieście istniały fabryki cygar, tabaki, maszyn, wag, mebli, szczotek, papieru, torebek papierowych, drukarnie, browary, olejarnia, roszarnia, tartak. W 1891 rozpoczęto zakładanie wodociągów, zaś w 1911 – kanalizacji. Znacznie wzrosła liczba budynków mieszkalnych. Secesyjne kamienice są do dziś trwałym elementem pejzażu miasta.
I wojna światowa przerwała okres rozwoju gospodarczego. Jednocześnie dynamizacji uległ polski ruch niepodległościowy. Wielu polskich rawiczan wzięło udział w powstaniu wielkopolskim. Na ziemi rawickiej znajdowało się jedno z centrów powstania, tutaj też najdłużej trwały zacięte walki. Przywódcą powstania w Rawickiem był Ignacy Busza. Ostatecznie powiat rawicki znalazł się w obrębie państwa polskiego po prawie roku od zakończenia powstania – 17 stycznia 1920.

### Dwudziestolecie międzywojenne

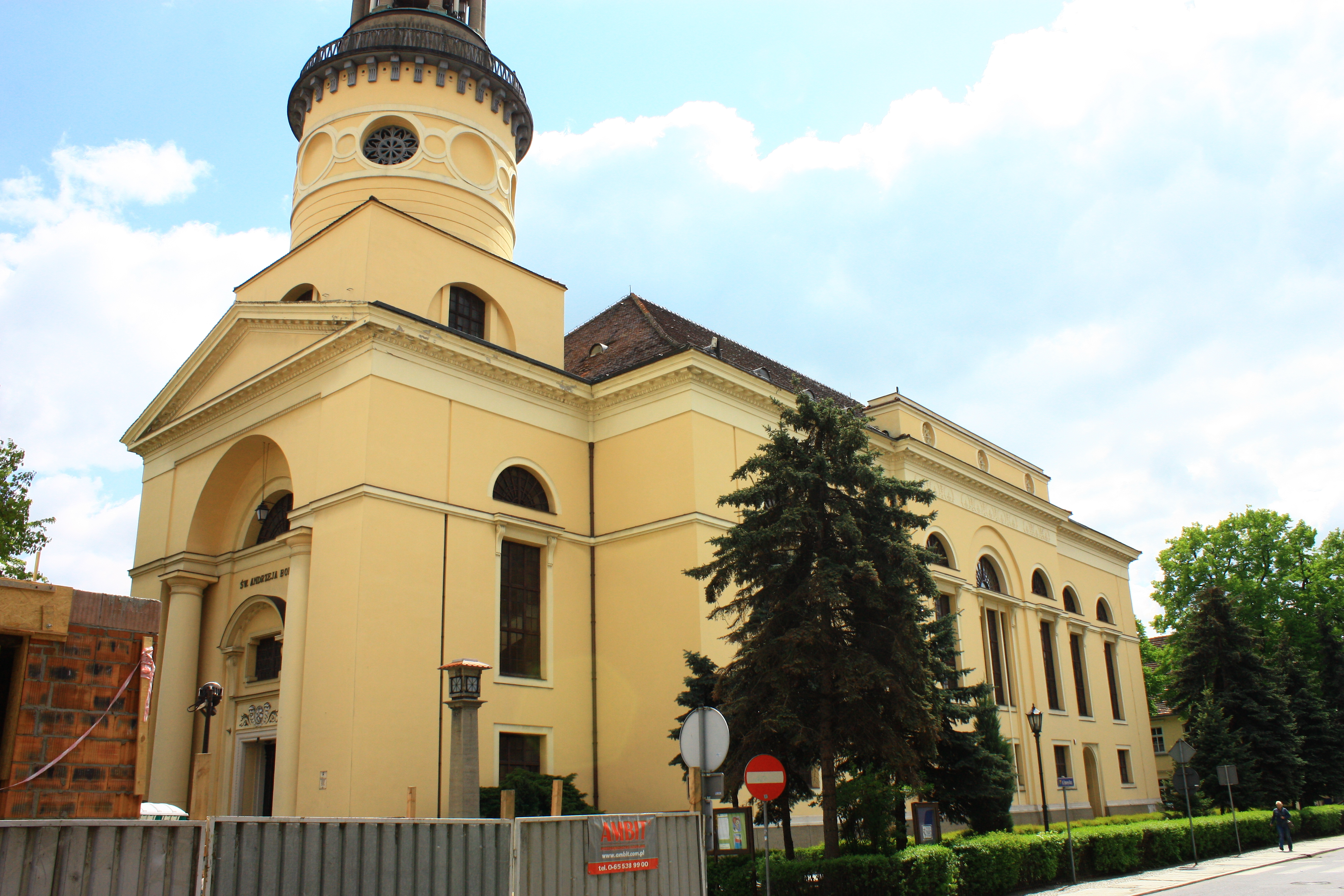
Poewangelicki kościół pw. św. Andrzeja Boboli

W okresie międzywojennym Rawicz, mimo odpływu ludności niemieckiej, pozostawał miastem wielonarodowościowym i zróżnicowanym wyznaniowo. Najliczniejsza była społeczność katolicka, żyli tu też ewangelicy oraz wyznawcy judaizmu i prawosławia. Rawickie w latach międzywojnia było regionem rolniczym. Powodowało to rozwój głównie przemysłu spożywczego, wśród którego najważniejszą rolę odgrywała wytwórczość cukrownicza, spirytusowa i młynarska. W samym Rawiczu istniało kilkadziesiąt fabryk różnych branż. Początkowo trzy, następnie dwie fabryki wódek i likierów dawały produkcję, stawiającą Rawicz w gronie największych ośrodków w Poznańskiem. Miasto rozsławiły także rawickie kiełbaski z fabryki konserw mięsnych Scholza. Znaczącą rolę odgrywały cztery zakłady metalowe. Istniały też m.in. fabryki karmelków, fortepianów i pianin, szczotek i pędzli, wyrobów koszykowych. W mieście uruchomiono pierwszą w Polsce fabrykę papieru falistego i kartonów.
19 sierpnia 1921 doszło w Rawiczu do rozruchów głodowych zwanych krwawym piątkiem, w wyniku których zginęło siedem osób.
26 czerwca 1928 przyjechał do Rawicza prezydent Ignacy Mościcki. Więzienie, utworzone przez Prusaków w 1827, stało się w okresie międzywojennym jednym z największych i najcięższych w Polsce. Rawicz był ważnym ośrodkiem oświatowym o znaczeniu ponadregionalnym. Oprócz szkół powszechnych istniały tu Państwowe Seminarium Nauczycielskie, Korpus Kadetów, dwa gimnazja. Szczególne znaczenie miał zwłaszcza Korpus Kadetów, utworzony w 1925 jako trzeci w Polsce. Był to elitarny zakład o charakterze gimnazjum i liceum wojskowego, kształcący przyszłą kadrę oficerską. Szybko powiększająca się liczba kadetów spowodowała, że miasto podjęło w 1927 r. inicjatywę budowy gmachu szkolnego (dziś mieści się w nim szpital). Wychowankami Korpusu Kadetów w Rawiczu byli późniejsi dowódcy i członkowie elit intelektualnych.

### II wojna światowa
1 września 1939 r. wkroczył do Rawicza oddział niemiecki. W ratuszu nastąpiło przejęcie władzy przez okupanta i powołanie tymczasowego burmistrza, jednak wobec nasilającej się strzelaniny, oddział wycofał się. Niemcy zajęli ponownie miasto 5 września. Pierwsze egzekucje na ludności polskiej miały miejsce w październiku 1939 r. W rawickim więzieniu w latach okupacji zamordowano około 1300 osób. W latach 1939–1941 z miasta wysiedlono większość Polaków do Generalnego Gubernatorstwa, a w zamian sprowadzono Niemców w ramach akcji przesiedleńczej Heim ins Reich.
22 stycznia 1945 r. atak czołgów 4 armii pancernej 1. Frontu Ukraińskiego Armii Czerwonej zaskoczył Niemców, którzy wycofali się z miasta.

### Okres powojenny
Władzę przejęła Komenda Wojenna Armii Czerwonej. W mieście przebywało do 1946 r. około 15 tysięcy Rosjan. Od wczesnego lata 1945 r. więziono tu byłych żołnierzy Armii Krajowej i działaczy opozycyjnych. Rawicz w latach 1945–1956 był jednym z największych i najcięższych więzień, przez które przewinęło się ponad 19 tysięcy więźniów politycznych, a liczba udokumentowanych ofiar reżimu wynosi 142 osoby. W Rawiczu byli więzieni liczni żołnierze Polski podziemnej, działacze niepodległościowi, prześladowani żołnierze PSZ na Zachodzie, m.in. Stanisław Skalski.
Po zakończeniu wojny przystąpiono do usuwania śladów zniszczeń wojennych. Nacjonalizacja zakładów oraz reforma rolna nie przyniosły spodziewanych efektów. Dopiero od połowy lat 50. nastąpił stopniowy rozwój. Najbardziej dynamiczny okres przypadł na przełom lat 60. i 70. Powstało wówczas wiele nowych zakładów, zmodernizowano infrastrukturę miasta, wzrosło budownictwo mieszkaniowe. Po reformie administracyjnej w połowie 1975 r. Rawicz znalazł się w granicach województwa leszczyńskiego, stając się jednym z najważniejszych jego ośrodków. Po reorganizacji państwa od stycznia 1999 r. Rawicz ponownie stał się siedzibą powiatu w województwie wielkopolskim.

## Demografia

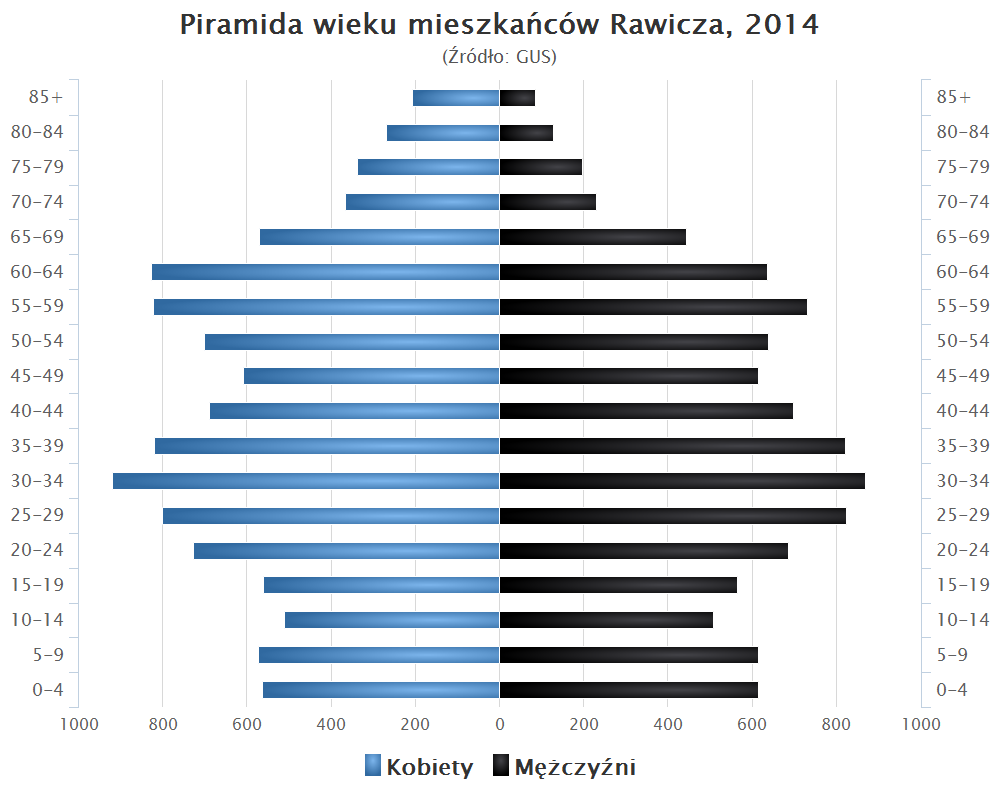
Piramida wieku mieszkańców Rawicza w 2014 roku

## Dzielnice i osiedla[7]
- Osiedle Nr 1 „Stare Miasto”
- Osiedle Nr 2 „Sienkiewicza”
- Osiedle Nr 3 „350-lecia Rawicza”
- Osiedle Nr 4 „Westerplatte”
- Osiedle Nr 5 „Sierakowo”
- Osiedle Nr 6 „Sarnowa”

## Zabytki

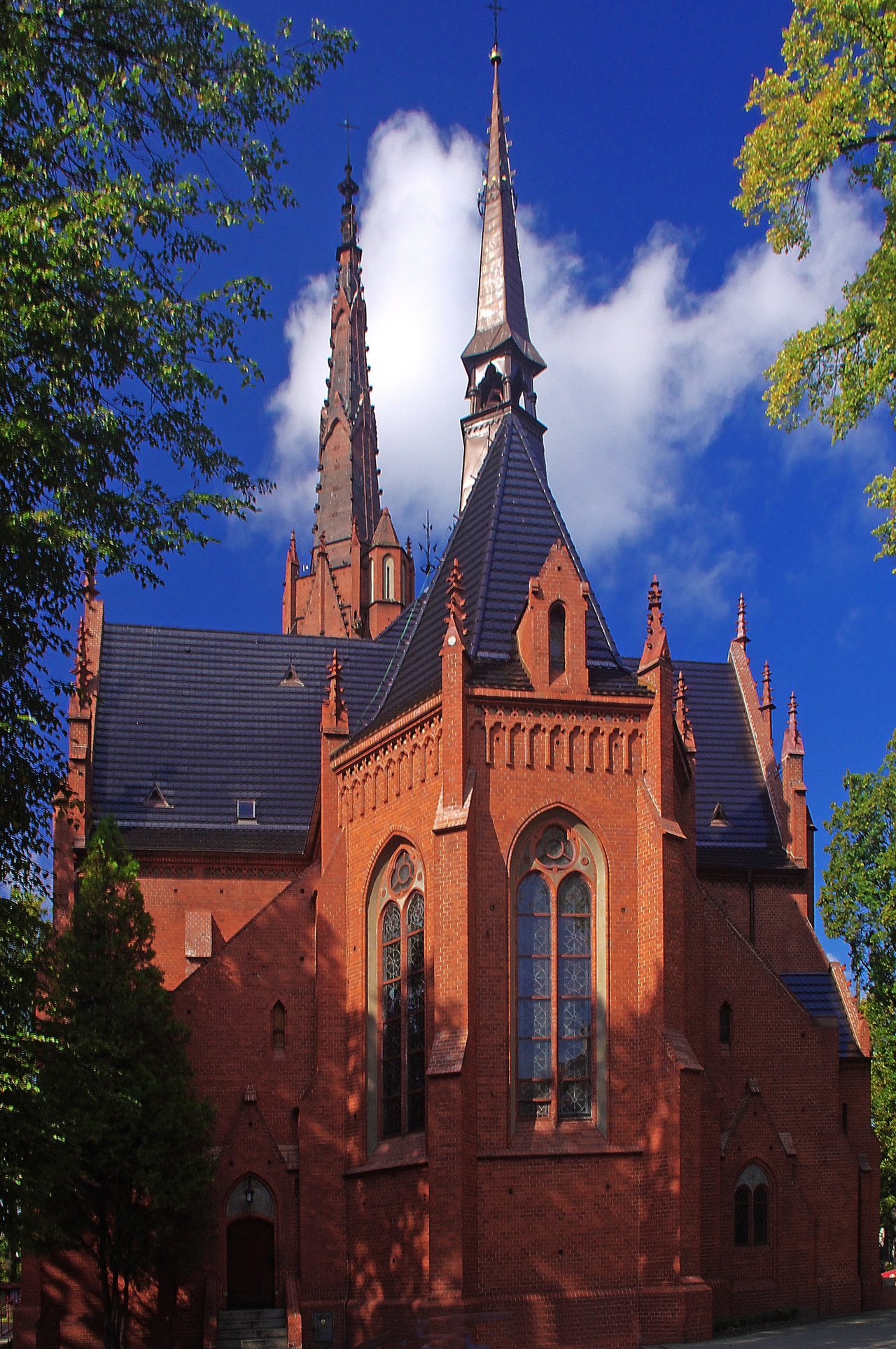
Neogotycki kościół pw. Chrystusa Króla i Zwiastowania NMP

Stare Miasto – do rejestru zabytków wpisany jest cały zespół, na który składają się
- zabudowa, m.in.:
  - barokowy ratusz na Rynku
  - kościół neogotycki pw. Chrystusa Króla i Zwiastowania Najświętszej Marii Panny
  - kościół poewangelicki pw. św. Andrzeja Boboli
  - planty powstałe z przebudowania wałów obronnych – drugie pod względem wielkości w Polsce po krakowskich. 16 października 2003 r. nadano im imię Jana Pawła II, w 2018 roku przeszły rewitalizację.
  - park wraz z amfiteatrem przy Domu Kultury
  - Dom Kultury w Rawiczu wraz z Rawicką Biblioteką Publiczną[8]
- układ urbanistyczny – wszystkie ulice na Starym Mieście krzyżując się tworzą kąty proste

Do II wojny światowej znajdowała się tutaj okazała synagoga, która została zburzona przez Niemców w kwietniu 1941. Obecnie na jej miejscu znajduje się parking, na którym zaznaczono zarys fundamentów synagogi.

## Gospodarka
- przemysł metalowy (należące do koncernu Honeywell Zakłady Urządzeń Gazowniczych Gazomet, Odlewnia Żeliwa, dBP Sp. z o.o., Ferrpol KTM, w dzielnicy Sarnowa zakłady mechaniczne „POLMECH”, Rawicka Fabryka Wyposażenia Wagonów RAWAG Sp. z o.o., Spółdzielnia Inwalidów Rozwój – zlikwidowana w 2013 r.)
- przemysł papierniczy (zakłady Rawibox SA, dawna papiernia)
- przemysł drzewny (tartak Rawicz)
- przemysł spożywczy (Okręgowa Spółdzielnia Mleczarska w Rawiczu, największa w Europie ubojnia koni[9]; dawniej też młyn)
- przemysł energetyczny (ciepłownia „Winiary”)
- przemysł paliwowy (PHUP PIEPRZYK)
- przemysł samochodowy (Hengst Filter Polska Sp. z o.o.)

Historycznie ważną gałęzią przemysłu rawickiego był przemysł odzieżowy, np. Zakłady Modena (po 1990 roku) PPUH Aladan oraz zakłady odzieżowe „RAWI”. Przy Zakładzie Karnym nieprzerwanie od 1966 r. działa Gospodarstwo Pomocnicze Zakład Produkcyjny przy Zakładzie Karnym w Rawiczu, obecnie Zachodnia Instytucja Gospodarki Budżetowej PIAST. Przedmiotem działalności ZIGB PIAST jest produkcja mebli biurowych, sądowych, wyrobów metalowych i kwaterunkowych, kartonów oraz świadczenie usług introligatorskich. Ponadto w podrawickich miejscowościach swe siedziby znalazły: spółka z Grąbkowa – Gobarto S.A., zakład produkcji kostki brukowej ZPB „Kaczmarek” oraz Fermy Drobiu Woźniak Sp. z o.o. z Żylic – największe tego typu przedsiębiorstwo w kraju. Do liczących się przedstawicieli branży przetwórstwa spożywczego należą również: Zakłady Mięsne Gobarto S.A. oraz należąca do koncernu Pfeiffer und Langen Cukrownia Miejska Górka SA.
W związku z faktem, iż pomiędzy Rawiczem a Gostyniem zalegają jedne z największych, perspektywicznych pokładów węgla brunatnego (wielkość złoża szacowana jest na 1,7 mld ton), istnieje możliwość rozwoju w przyszłości przemysłu wydobywczego. Prace w tym kierunku prowadzi między innymi Kopalnia Węgla Brunatnego „Konin” SA.
Dodatkowo w gminie Rawicz zakończono pomiary wietrzności, które potwierdziły bardzo dobre warunki panujące w gminie i powiecie do rozwoju Energetyki Odnawialnej. Pierwsze zespoły farm wiatrowych na terenie powiatu rawickiego powstały w roku 2012.

## Transport

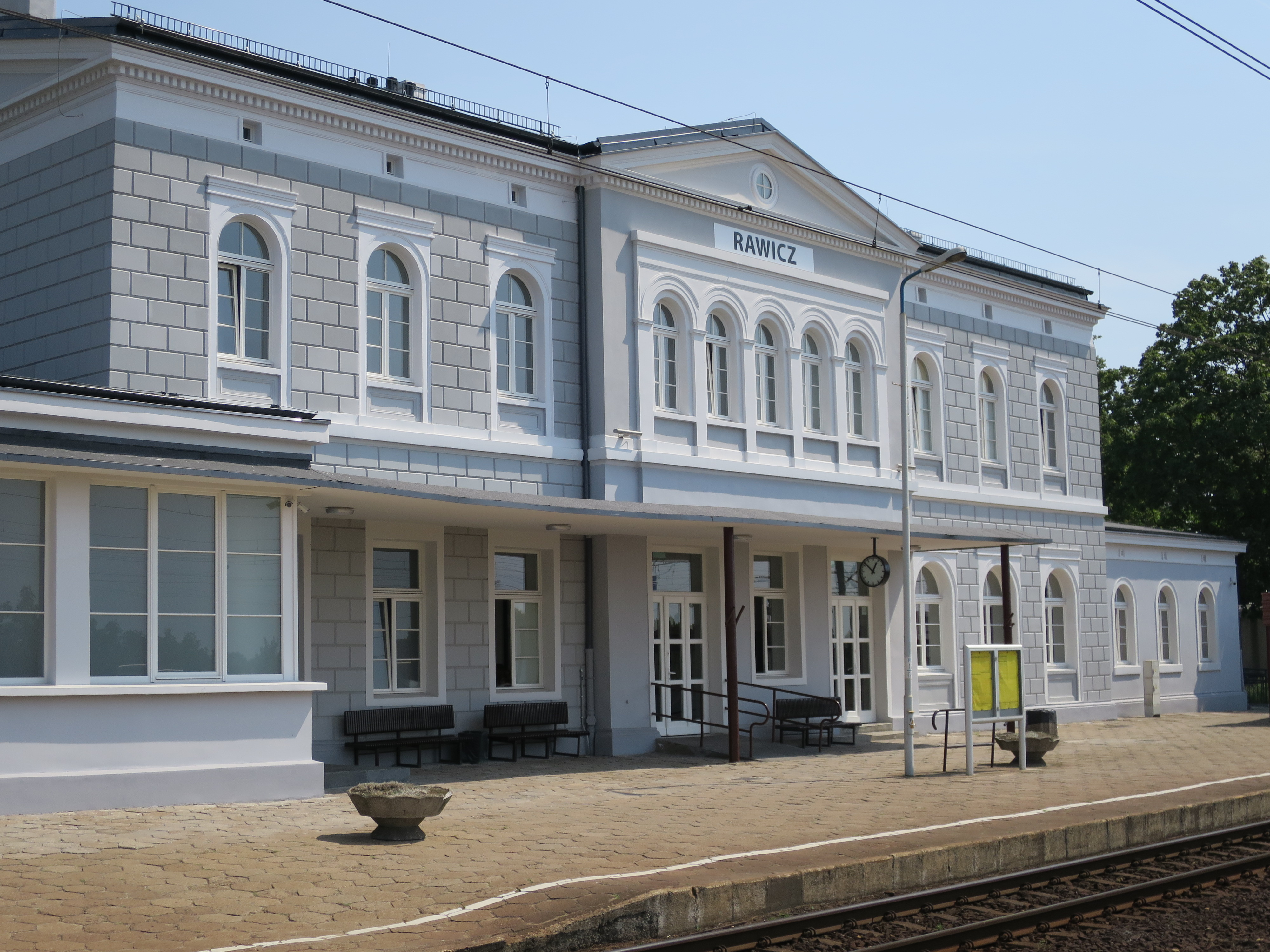
Dworzec kolejowy w Rawiczu

Dwie linie Rawickiej Komunikacji Miejskiej – regulowane przez lokalny magistrat. Bilety można zakupić bezpośrednio u kierowcy w cenach: 1 zł – normalny, 50 gr – ulgowy. Z opłaty zwolnieni są m.in.: osoby po 70. roku życia, oraz dzieci przed wiekiem szkolnym. Autobusy komunikacji miejskiej kursują od poniedziałku do piątku w dni powszednie, oraz w wybrane święta i dni wolne.
- Linia nr 1: Dworzec PKP – Rynek Sarnowski – Dworzec PKP rozkład jazdy

- Linia nr 2: obsługiwana przez przewoźnika komercyjnego, nie wchodzi w skład Rawickiej Komunikacji Miejskiej

- Linia nr 3: Dworzec PKP – Dębno Polskie-Pętla – Dworzec PKP rozkład jazdy

PKS, stacja PKP przy linii E59 Poznań – Wrocław (w 1996 zamknięto dla ruchu pasażerskiego linię Rawicz – Kobylin, a w 1991 Rawicz – Legnica). Krzyżują się tu drogi krajowe:
- nr 5: Świecie – Poznań – Leszno – Rawicz – Wrocław – Lubawka
- nr 36: Prochowice – Lubin – Rawicz – Krotoszyn – Ostrów Wielkopolski

## Wspólnoty wyznaniowe

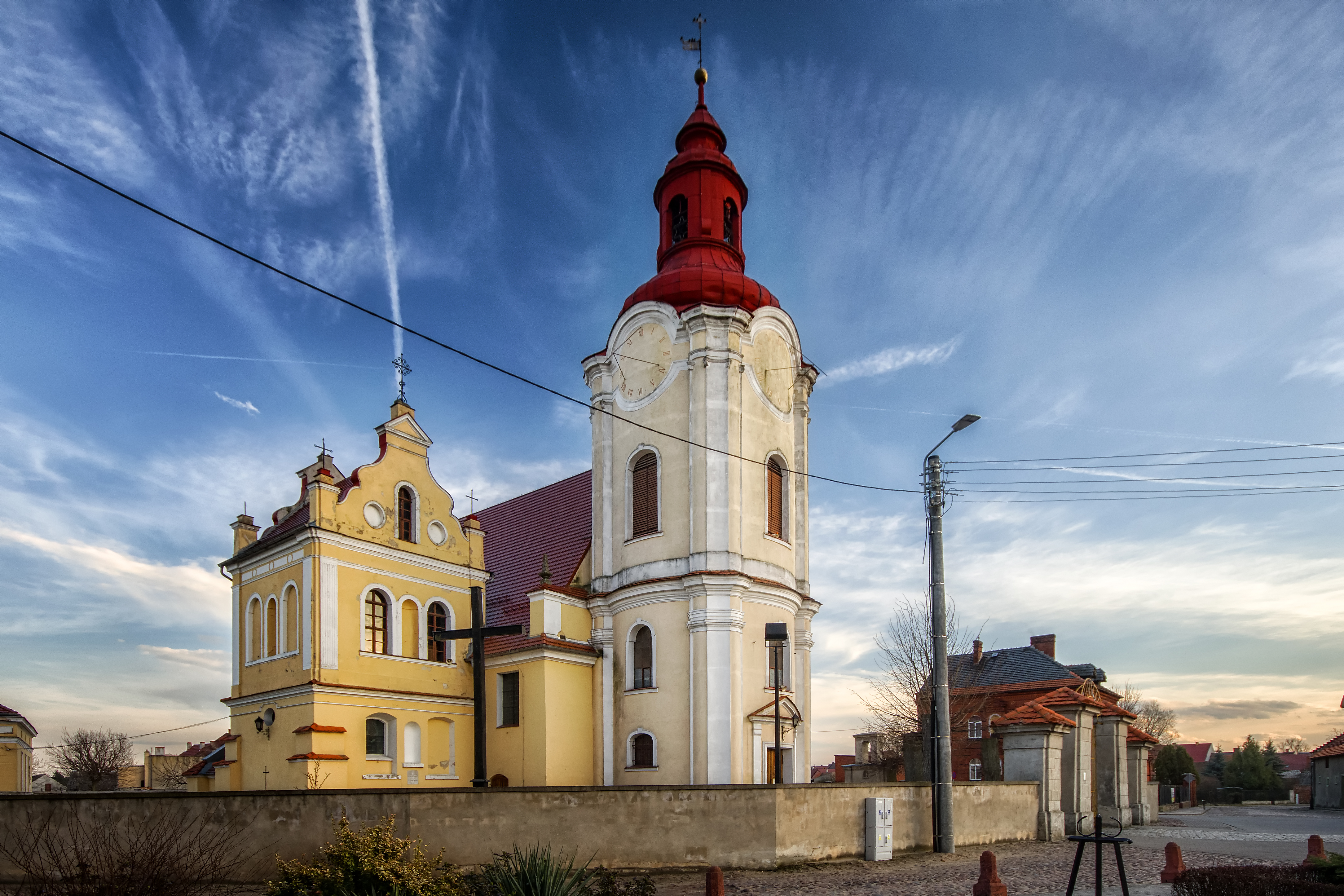
Kościół św. Andrzeja Apostoła w Rawiczu-Sarnowej

Na terenie miasta działalność religijną prowadzą następujące Kościoły i związki wyznaniowe:
- Kościół rzymskokatolicki:
  - parafia Chrystusa Króla i Zwiastowania Najświętszej Maryi Panny
  - parafia św. Andrzeja Apostoła
  - parafia św. Andrzeja Boboli
- Kościół Ewangelicko-Augsburski:
  - Zbór ewangelicko-augsburski w Rawiczu (parafia Ewangelicko-Augsburska w Lesznie)
- Świadkowie Jehowy:
  - zbór Rawicz (Sala Królestwa Góra, ul. Dworcowa 29)[10][11].

## Sport
- Sporty Walki Rawicz- boks
- RKS Kolejarz Rawicz – żużel
- RSC BIKE – Rawickie Stowarzyszenie Cyklistów BIKE
- Rawia Rawicz – piłka nożna
- RKKS Rawia Rawicz – koszykówka
- Korona Rawbud Rawicz
- RKS Pavart – speedrower
- UPKS Wodnik Rawicz – pływanie
- UKS Olimp Rawicz – koszykówka
- MUKS Kadet Rawicz – lekkaatletyka
- Bock Rawicz – strzelectwo

## Miasta partnerskie
- Attendorn, Niemcy (2019)
- Strakonice, Czechy